# Boukha

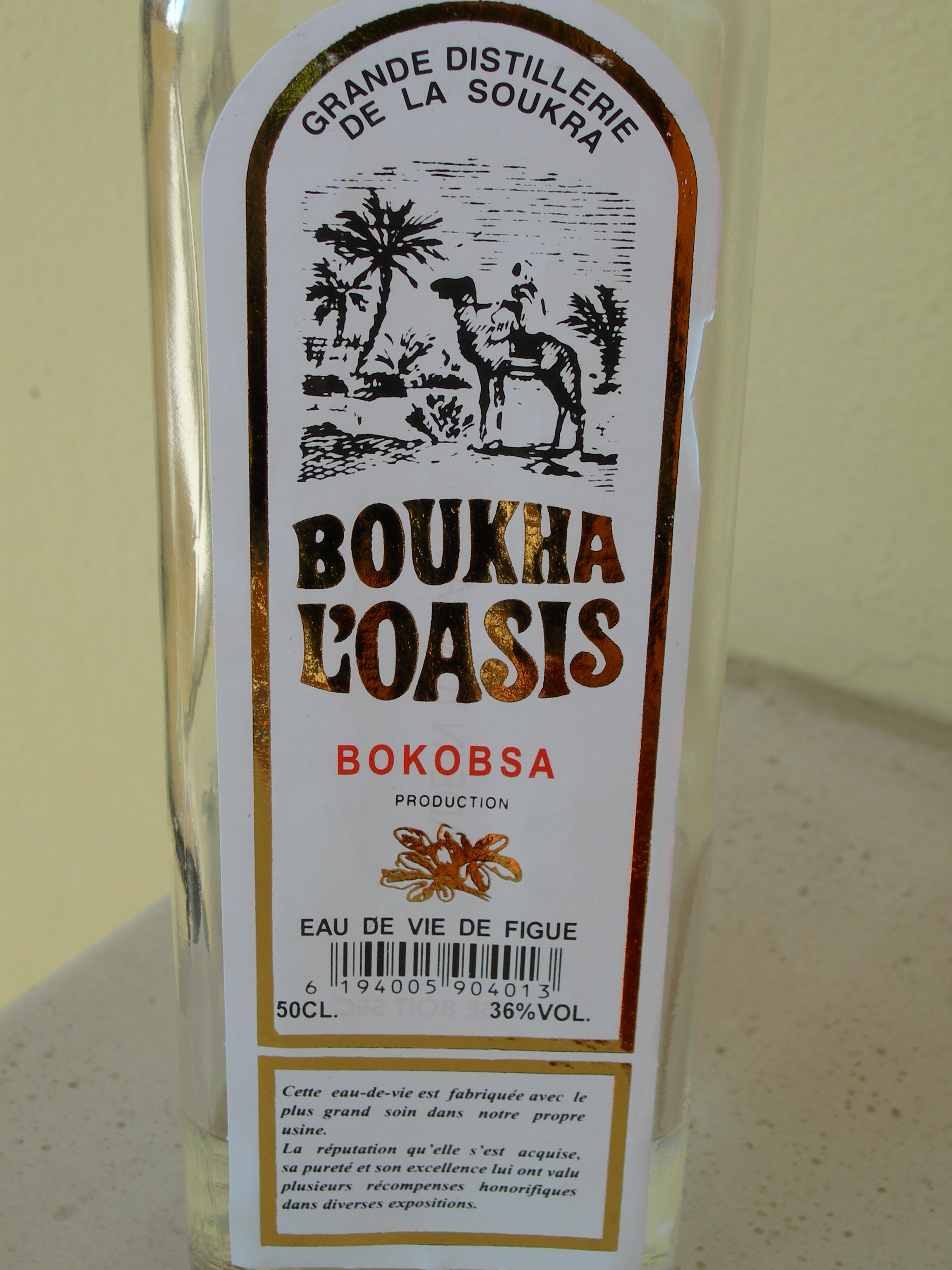
Rótulo de uma garrafa de boukha tunisino

Boukha é uma aguardente de figo tradicional na Tunísia.